# Il re dell'Africa
Il re dell'Africa (Mighty Joe Young) è un film del 1949 diretto da Ernest B. Schoedsack e prodotto da Merian C. Cooper. Il film segnò la prima esperienza di Ray Harryhausen agli effetti speciali in passo uno, qui a fianco del maestro Willis O'Brien. Cooper, Schoedsack e O'Brien avevano già lavorato insieme in King Kong, da cui Il re dell'Africa riprende alcuni elementi; inoltre Robert Armstrong, che nel film interpreta Max O'Hara, aveva già recitato in King Kong nei panni del co-protagonista Carl Denham.
Il film ha vinto il Premio Oscar ai migliori effetti speciali 1950.
Nel 1998 è stato girato un remake intitolato Il grande Joe (Mighty Joe Young).

## Trama
Una spedizione viaggia in Africa per catturare belve feroci per conto di un eccentrico impresario americano che sta preparando il lancio di uno stravagante night club. Il capo Max O'Hara e la sua spalla Jack Johnson incontrano in una fattoria la giovane orfana Jane e un gorilla addomesticato tendente al gigantismo chiamato Joe, che sono assieme fin da piccoli. O'Hara fiuta l'affare e scrittura ragazza e gorilla per farne un'attrazione. Le cose all'inizio vanno assai bene: le esibizioni dello scimmione, culminanti nel numero in cui solleva su una piattaforma Jane che suona al pianoforte Beautiful Dreamer, fanno affluire una gran folla di spettatori entusiasti, ma una sera alcuni clienti, completamente ubriachi, incattiviscono Joe al punto da farlo esplodere in una furia devastatrice. Mentre la polizia ha l'ordine di abbattere l'animale, Jack, ormai innamorato della ragazza, organizza la fuga per riportare in Africa il gorilla.

## Accoglienza
Il film ha vinto il Premio Oscar ai migliori effetti speciali 1950.
Sul sito Rotten Tomatoes il film ha il 95% delle recensioni professionali positive, basata su 19 recensioni.
(Fantafilm)